# Liste der Todesopfer des DDR-Grenzregimes in Berlin von 1948 bis 1961
Zu den Todesopfern des DDR-Grenzregimes in Berlin vor dem Bau der Berliner Mauer zählen Personen, die im direkten Zusammenhang mit dem bereits bestehenden Grenzregime der Sowjetischen Besatzungszone (SBZ) und der DDR ums Leben kamen, zumeist bei Grenzkontrollen. Nach aktuellem Forschungsstand der Stiftung Berliner Mauer trifft dies auf 39 Personen zu. Darunter sind 34 zivile Opfer und ein im Dienst getöteter West-Berliner Polizeibeamter sowie zwei alliierte Soldaten. Außerdem zählen zu den Todesopfern auch ein Offizier der KVP (Hauptartikel: Todesfälle unter DDR-Grenzern) und ein Volkspolizist, die vor dem Bau der Berliner Mauer im Dienst umgekommen sind.

## Kriterien
Damit ein Todesopfer in der Liste aufgenommen wird, muss der Todesfall im direkten Zusammenhang mit dem Grenzregime der SBZ/DDR stehen. Dafür sollten zwei Kriterien erfüllt sein. Es muss ein örtlicher Bezug zur Berliner Grenze bestehen und die Todesursache muss in Zusammenhang mit dem Grenzregime stehen, etwa bei einem Fluchtversuch oder einem nicht genehmigten Grenzübertritt. Hierzu zählen Fälle, bei denen ein bewaffnetes Organ der DDR im Grenzdienst durch sein Handeln oder Unterlassen einer Handlung für den Tod einer Person verantwortlich war. Dazu zählen:
- Personen, die erschossen wurden oder an den Folgen einer Schussverletzung gestorben sind.
- Personen, die ohne Fremdeinwirkung bei einem Fluchtversuch an der Grenze zu Tode kamen.
- Selbstmorde, die nach einer Verhaftung an der Grenze in Gewahrsam ausgeführt wurden.
- Alliierte Soldaten und West-Berliner Polizeibeamte, die bei einer Auseinandersetzung an der Grenze getötet wurden.
- Grenz- und Volkspolizisten, die im Dienst an der Grenze getötet wurden.[2]

## Liste
Zwischen 1948 und 1961 sind 39 Menschen in einem ursächlichen Zusammenhang mit dem Grenzregime an der Grenze in Berlin gestorben. Von den 34 zivilen Personen, die ums Leben kamen, wurden 33 erschossen. Menschen, die an der Innerdeutschen Grenze starben und die Todesopfer an der Berliner Mauer zwischen 1961 und 1989, sind in der Liste nicht genannt.
| Name                     | Geboren       | Gestorben     | Alter       | Todesumstände |
| ------------------------ | ------------- | ------------- | ----------- | --- |
| Kurt Wolf                | 7. Mär. 1903  | 23. Jan. 1949 | 45 Jahre    | Während der Berlin-Blockade bei der Einfahrt mit einem Holztransporter vom sowjetischen in den französischen Sektor auf der Behmstraßenbrücke etwa um 1:45 Uhr von Ost-Berliner Polizisten beschossen, wobei der Beifahrer Wolf tödlich verwundet wurde. |
| Helmut Ryll              | 24. Sep. 1908 | 17. Feb. 1949 | 40 Jahre    | Ryll wurde in seinem Wagen an der Oberbaumbrücke angehalten. Er soll betrunken gewesen sein. Zwei Ost-Berliner Polizisten stiegen zu und forderten Ryll auf, zurück nach Ost-Berlin zu fahren, woraufhin Ryll nach West-Berlin hineinfuhr. Dabei tötete ihn einer der Ost-Berliner Polizisten durch einen Schuss.                                                     |
| Hermann Meyer            | 14. Okt. 1909 | 24. Mär. 1950 | 40 Jahre    | Beim Versuch, ein geschlachtetes Kalb über die Grenze zu schaffen, wurden Meyer und ein Freund von Grenzpolizisten angehalten. Der Freund wurde verhaftet, Meyer, der flüchten wollte, wurde bei Potsdam-Drewitz erschossen. |
| Ernst Wulff              | 25. Mär. 1887 | 18. Jun. 1950 | 63 Jahre    | Bei einer Verfolgungsjagd als Beifahrer eines mit Vieh beladenen Lastwagens am Lübarser Weg zwischen Schildow, Blankenfelde und Lübars von Grenzpolizisten erschossen. |
| Horst Blumberger         | 2. Feb. 1930  | 29. Aug. 1950 | 20 Jahre    | Erschossen, als er bei Berlin-Lichtenrade in Grenznähe Schießübungen durchführte und sich der Festnahme durch Flucht nach West-Berlin entziehen wollte. |
| Gerd Fräßdorf            | 3. Jun. 1927  | 13. Okt. 1950 | 23 Jahre    | Im Grenzgebiet in Kleinmachnow bei Potsdam auf einer gesperrten Straße in seinem Auto von Grenzpolizisten erschossen, weil er nicht anhielt. |
| Albert Heyduck           | 30. Mär. 1900 | 12. Mär. 1951 | 50 Jahre    | Erschossen auf seinem Fahrrad östlich von Berlin im Waldgebiet Schwarzmühle zwischen Schöneiche und Strausberg. |
| Walter Heinicke          | 15. Jan. 1903 | 30. Apr. 1951 | 48 Jahre    | Beim Grenzübergang Dreilinden auf seinem Fahrrad in den Kopf geschossen und am selben Abend im Krankenhaus Potsdam-Babelsberg seiner Verletzung erlegen. |
| Arthur Pokrzywinski      | 8. Jan. 1906  | 14. Jul. 1951 | 45 Jahre    | Pokrzywinski war von der Grenzpolizei festgenommen worden, konnte aber aus dem Gewahrsam flüchten. Bei der Verfolgung kam es zu einem Handgemenge mit einem Grenzpolizisten, der auf ihn schoss und ihn tödlich verletzte. |
| Martin Dunkel            | 31. Okt. 1914 | 14. Aug. 1951 | 36 Jahre    | In Schönefeld bei Berlin beim Versuch erschossen, einer Verhaftung wegen Schmuggels zu entgehen. |
| Rudolf Stütz             | 9. Mai 1921   | 2. Sep. 1951  | 30 Jahre    | Der West-Berliner Polizeiwachtmeister wurde am 28. August 1951 in Berlin-Lichterfelde nach Dienstschluss bei einem Grenzzwischenfall von Volkspolizisten und sowjetischen Soldaten angeschossen. Er verstarb an den Folgen der Verletzungen am 2. September 1951. |
| Heinrich Gerbholz        | 10. Jun. 1910 | 26. Apr. 1952 | 42 Jahre    | Er sollte nahe Großziethen bei Schönefeld von Grenzpolizisten wegen Schmuggels von Getreide verhaftet werden. Nach einem Handgemenge versuchte er, ins nahe gelegene West-Berlin zu flüchten, und wurde dabei erschossen. |
| Gerhard Fickelschee      | 23. Feb. 1932 | 2. Jun. 1952  | 20 Jahre    | Fickelschee weigerte sich, auf dem Weg nach West-Berlin am Kontrollposten Klein-Glienicke seine Papiere vorzuzeigen und versuchte zu flüchten, woraufhin ihn die Grenzpolizisten erschossen. |
| Ludwig Fraunhofer        | 1. Mär. 1928  | 19. Feb. 1953 | 24 Jahre    | Bei der Überquerung der Grenze nach West-Berlin versuchte er, sich der Kontrolle und Festnahme zu entziehen. Ein Volkspolizist schoss auf den Flüchtenden in der Lohmühlenstraße in Berlin-Treptow und traf ihn tödlich. |
| Willy Grubenstein        | 11. Nov. 1904 | 21. Feb. 1953 | 48 Jahre    | In einem Lastwagen am Kontrollpunkt Köpenicker Straße erschossen, als er einem Ehepaar aus Thüringen bei der Flucht helfen wollte. |
| Wolfgang Röhling         | 22. Mai 1938  | 22. Jun. 1953 | 15 Jahre    | Als er mit Freunden im Spandauer Schifffahrtskanal baden wollte, wurde er von Angehörigen der Kasernierten Volkspolizei gezielt erschossen. |
| Theodor Schulz           | 30. Jul. 1902 | 18. Aug. 1953 | 51 Jahre    | Bei dem Versuch erschossen, sich einer Kontrolle an der Sektorengrenze in der Bernauer Straße/Strelitzer Straße zu entziehen. |
| Richard Prey             | 4. Okt. 1908  | 18. Dez. 1953 | 45 Jahre    | Bei der Flucht vor einer Kontrolle am Kontrollpunkt Melchiorstraße angeschossen und später im Krankenhaus Mitte verstorben. Er hatte Lebensmittel bei sich, die er in Ost-Berlin gekauft hatte und nach West-Berlin mitnehmen wollte. |
| Joachim Wozniak          | 4. Sep. 1937  | 26. Dez. 1953 | 16 Jahre    | Als Beifahrer im Wagen seiner Eltern bei der Rückkehr aus dem Urlaub am Grenzübergang Babelsberg/Dreilinden von sowjetischen Soldaten erschossen. |
| Alfred Hans Minckwitz    | 29. Jul. 1906 | 1. Mai 1954   | 47 Jahre    | Konnte sich am Kontrollpunkt nicht ausweisen und versuchte sich der Festnahme zu entziehen. Nach mehreren Warnschüssen erfolgte ein gezielter Schuss, der ihn schwer verletzte und an dessen Folgen er einen Tag später im Krankenhaus Mitte verstarb. |
| Karl Simon               | 25. Mär. 1927 | 19. Jul. 1954 | 27 Jahre    | Nachdem Grenzpolizisten ihm die Weiterfahrt nach Berlin verweigert hatten, versuchte er, auf der Kupplung eines S-Bahn-Zuges heimlich die Grenze zu überqueren. Er stürzte ab und verunglückte nahe dem S-Bahnhof Falkensee tödlich. |
| Dr. Conrad Doebbecke     | 26. Aug. 1889 | 8. Sep. 1954  | 65 Jahre    | Fuhr nahe dem Grenzübergang Dreilinden von West-Berlin auf die Autobahn in die DDR ein. Er versuchte sich der Festnahme zu entziehen, wurde am 10. August von Volkspolizisten angeschossen und verstarb an den Folgen. |
| Stefan Majura            | 1924          | 25. Aug. 1954 | 29–30 Jahre | Selbsttötung in Gewahrsam nach der Festnahme durch die Grenzpolizei. |
| Johannes Meier           | 26. Jan. 1886 | 29. Jan. 1955 | 69 Jahre    | Im Grenzgebiet zwischen Buckow und Großziethen von Grenzpolizisten versehentlich erschossen, weil sie ihn für einen Flüchtling hielten. |
| Wilhelm Schwietzer       | 30. Nov. 1910 | 21. Apr. 1955 | 44 Jahre    | Nahe dem S-Bahnhof Dreilinden mehrfach angeschossen, als er versuchte, einer Festnahme durch die Grenzpolizei zu entgehen. Er starb einige Stunden später im Städtischen Krankenhaus Babelsberg. |
| Fredi Bröker             | 12. Nov. 1925 | 5. Jul. 1955  | 29 Jahre    | Am 30. Juni 1955 von einem Volkspolizisten in seinem Wagen an der Elsenstraße in Berlin-Treptow angeschossen und am 5. Juli 1955 im Krankenhaus Neukölln verstorben. Er war ehemaliger DDR-Bürger und lebte in West-Berlin unter dem Namen Wolfgang Pankow. Er arbeitete vermutlich für einen westlichen Nachrichtendienst oder eine antikommunistische Organisation. |
| Otto Borstel             | 16. Feb. 1933 | 18. Sep. 1955 | 22 Jahre    | Von einem Volkspolizisten bei einer Kontrolle an der Kreuzung Fritz-Heckert-Straße und Leuschnerdamm erschossen. |
| Wilhelm Runge            | 10. Feb. 1927 | 21. Nov. 1955 | 28 Jahre    | In der Alexandrinenstraße in Berlin-Mitte von einem Volkspolizisten erschossen, weil dieser vermutete, dass Runge Schrott stehlen und nach West-Berlin bringen wollte. |
| Walter Tögel             | 18. Mär. 1921 | 30. Dez. 1955 | 34 Jahre    | Am Kontrollpunkt Invalidenstraße in Berlin-Mitte bei einer Kontrolle durch Volkspolizisten angeschossen und im Krankenhaus der Volkspolizei in der Scharnhorststraße verstorben. |
| Hans-Roland Scholz       | 4. Apr. 1940  | 23. Mär. 1956 | 15 Jahre    | Bei der Flucht nach West-Berlin von einem Grenzpolizisten bei Berlin-Grünau erschossen. |
| Else Auris               | 13. Sep. 1908 | 15. Apr. 1957 | 48 Jahre    | Bei der Flucht im Osdorfer Wald bei Heinersdorf von Grenzpolizisten angeschossen und kurz darauf den Verletzungen erlegen. |
| Iwanowitsch Scholomitzki | 1936          | 26. Apr. 1958 | 21–22 Jahre | Sowjetischer Deserteur, der nach West-Berlin fliehen wollte. Als er bei der Fahndung entdeckt wurde, kam es zu einem Schusswechsel mit Grenzpolizisten und sowjetischen Soldaten, in dessen Verlauf er sich selbst erschoss. |
| Gerhard Hübner           | 2. Aug. 1953  | 12. Nov. 1959 | 6 Jahre     | Bei der Flucht in der Babelsberger Enge nahe der Glienicker Brücke ertrunken. Der sechsjährige Junge war zusammen mit einem oder zwei Freunden aus einem Kinderheim ausgerissen und hatte versucht, nach West-Berlin zu schwimmen. |
| Otto Ackermann           | 5. Apr. 1916  | 18. Nov. 1959 | 43 Jahre    | Am Kontrollpunkt Erkner festgenommen und am Morgen im Gewahrsam der Grenzpolizei erhängt aufgefunden. |

Quelle: Gerhard Sälter, Johanna Dietrich, Fabian Kuhn: Die vergessenen Toten. Todesopfer des DDR-Grenzregimes in Berlin von der Teilung bis zum Mauerbau (1948–1961).
| Name                           | Geboren       | Gestorben     | Alter    | Todesumstände |
| ------------------------------ | ------------- | ------------- | -------- | --- |
| Sergeant John E. Staff         |               | 25. Nov. 1949 |          | Der amerikanische Sergeant verfuhr sich im Dienstwagen in Berlin-Gatow und wurde in der Nähe eines Kontrollpunktes der DDR von Grenzposten beschossen. Staff verstarb im Militärhospital am britischen Flugplatz in Gatow.                                            |
| Sergeant Robert F. DeBrake     | 9. Jan. 1927  | 7. Sep. 1951  | 24 Jahre | Der Sergeant der US-Armee wurde am Abend des 6. September 1951 an der Lessingstraße in Teltow von einem Grenzpolizisten angeschossen und verstarb am folgenden Tag an seinen Verletzungen. Vermutlich hatte er die unzureichend gekennzeichnete Grenze nicht erkannt. |
| Oberwachtmeister Herbert Bauer | 30. Nov. 1925 | 25. Dez. 1952 | 27 Jahre | West-Berliner Polizeibeamter, der an der Grenze bei Berlin-Frohnau von sowjetischem Soldaten erschossen wurde, als er eine Familie in West-Berlin vor deren Zudringlichkeiten schützen wollte.                                                                        |

Quelle: Gerhard Sälter, Johanna Dietrich, Fabian Kuhn: Die vergessenen Toten. Todesopfer des DDR-Grenzregimes in Berlin von der Teilung bis zum Mauerbau (1948–1961).
| Name        | Geboren      | Gestorben     | Alter    | Todesumstände |
| ----------- | ------------ | ------------- | -------- | --- |
| Fritz Maqué | 7. Aug. 1898 | 31. Okt. 1948 | 50 Jahre | Der Oberwachtmeister der Ost-Berliner Polizei wurde am Grenzübergang Oberbaumbrücke durch einen PKW, der die Kontrolle vermeiden wollte, angefahren und tödlich verletzt. |
| N.N.        |              | 20. Jun. 1953 |          | Der namentlich nicht bekannte Offizier der Kasernierten Volkspolizei (KVP) war im Zusammenhang mit dem Aufstand vom 17. Juni 1953 zusätzlich zur Grenzbewachung herangezogen worden. Er wurde von einem Posten der KVP am Grenzkontrollpunkt Sonnenallee, den er inspizieren wollte, erschossen, weil er auf Anruf nicht stehen geblieben war. |

Quelle: Gerhard Sälter, Johanna Dietrich, Fabian Kuhn: Die vergessenen Toten. Todesopfer des DDR-Grenzregimes in Berlin von der Teilung bis zum Mauerbau (1948–1961).